# Veresegyház
Veresegyház [ˈvɛrɛʃɛɟhaːz] ist eine ungarische Stadt im Kreis Gödöllő im Komitat Pest. Sie hat etwa 16.500 Einwohner (Stand 2011) und liegt 30 Kilometer nordöstlich von Budapest und 10 Kilometer nordwestlich der ehemaligen Königsresidenz Gödöllő.

## Geschichte
Verschiedene Funde scheinen die kontinuierliche Besiedlung des Ortes bereits in der Urzeit zu belegen. Eine Kirche soll bereits zur Zeit Árpáds errichtet worden sein. Der Name – etwa „Rotkirche“ – wird auf die Mongoleneinfälle im Jahre 1241 zurückgeführt. Der Legende nach färbte das Blut der in der Kirche getöteten Bewohner die Wände rot.
Seit 1375 ist der Ort auch urkundlich erwähnt. Die Kirche aus jener Zeit wurde später durch die noch heute dort stehende spätbarocke Kirche ersetzt. Im Laufe der Geschichte wurde Veresegyház noch mehrmals verwüstet, wurde aber stets wieder zu einem wichtigen Bezugspunkt der Umgebung, besonders durch die Märkte.
Etwa seit der Jahrhundertwende vom 19. zum 20. Jahrhundert gilt Veresegyház als Ausflugs- und Erholungsort. Ab 1929 wurde der Ort als solcher in Budapest beworben. Als ländliche Großgemeinde bekam Veresegyház 1999 die Stadtrechte, nachdem die entsprechenden Infrastrukturanforderungen erfüllt wurden. Sie gilt als aufstrebender Ort, da zahlreiche sehr wohlhabende Bürger Budapests in die neu errichteten Vorortsiedlungen (Villenparks) gezogen sind.

## Wirtschaft
Der Schwerpunkt der wirtschaftlichen Tätigkeit liegt auf Dienstleistungen (vielfältige Einkaufsmöglichkeiten), ergänzt durch relativ bedeutende Industrieansiedlungen (z. B. Mey, GE) und die Beschäftigungsmöglichkeit in der benachbarten Großstadt. Neue Bestrebungen gelten dem Tourismus, wobei die bisher wenig genutzte Seenlandschaft mit kleinem Strand und Angelgelegenheiten genutzt werden soll. Außerdem soll das Thermalbad, dessen Wasser mit dem des Széchenyi-Bads in Budapest verglichen wird, modernisiert werden. Die Verkehrsverbindungen in die Hauptstadt Budapest sind gut, stündlich verkehren Züge zum Budapester Westbahnhof.

## Sehenswürdigkeiten und Freizeit
- Bären- und Wolfsgehege (Medveotthon)
- Baptistenkirche, erbaut 2008–2010
- Heimatmuseum (Tájház)
- Märkte (mittwochs und samstags)
- Reformierte Kirche, erbaut 1784–1798
- Römisch-katholische Kirche Árpád-házi Szent Erzsébet, erbaut 1778 im Zopfstil
  - Golgota-Standbilder (Golgota szoborcsoport) im Garten der Kirche
- Strandfest am 20. August
- Thermalbad
- Weinlesefest (an einem Septembersonntag)
- Am Sonntag nach dem 19. November Kirchweihfest mit Trachtenaufzug, am Montag darauf Zigeunerball

## Städtepartnerschaften
- Atia, Rumänien
- Šahy, Slowakei
- Schneeberg, Deutschland

Neben den drei offiziellen Städtepartnerschaften bestehen kulturelle und wirtschaftsfördernde Beziehungen zu einer Reihe von anderen ausländischen Orten.

## Galerie

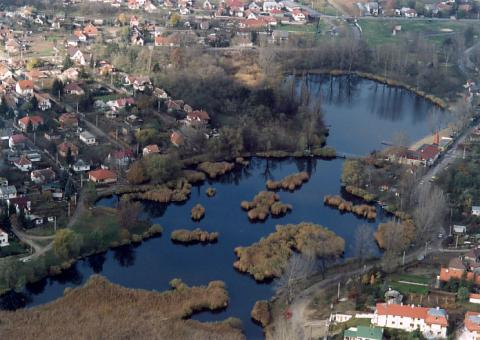
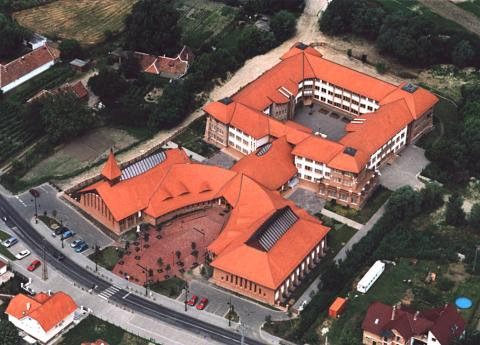
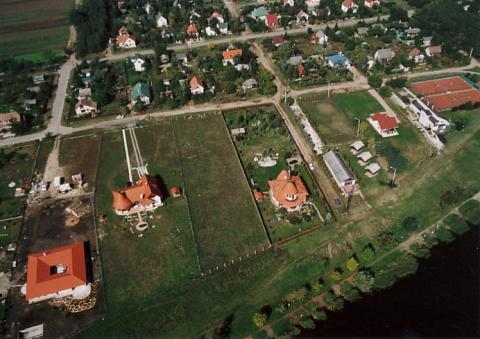
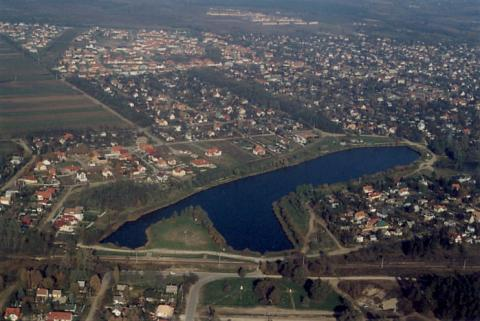